# Hylophasma nigriceps
Hylophasma nigriceps là một loài tò vò trong họ Ichneumonidae.